# Masone
Masone är en ort och kommun i  storstadsregionen Genua, innan 2015 provinsen Genova, i regionen Ligurien i Italien. Kommunen hade 3 656 invånare (2018).